# Айдар (чуб)

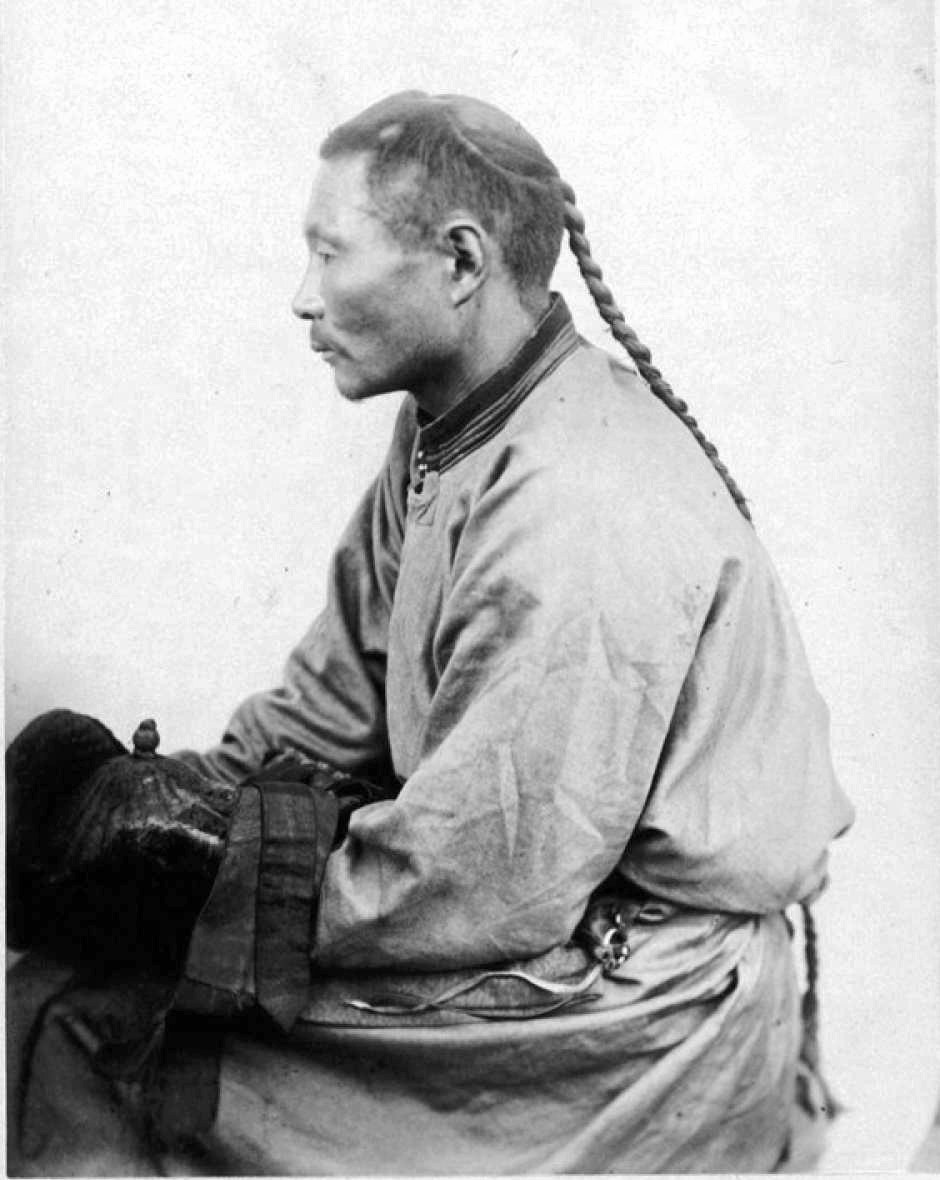
фото XIX ст.

Айдар (чуб) — старовинна чоловіча зачіска у вигляді довгого пасма волосся на голеній голові у казахів і в ряді інших тюркських народів, чуб волосся на голові чоловіка. Волосся на голові вистригали і залишався лише один великий жмут волосся у вигляді чуба, зазвичай на тімені або потилиці. Часто його заплітали для зручності в косичку, але могли і не заплітати. Не плутати з кекіл, який являє собою чубок спереду і носився молодими людьми, які ще не досягли шлюбного віку. Швидше за все айдар і кекіл мали магічне значення для тенгріанців (казахи були тенгріанцями в минулому) і носилися як оберіг, захист. Зараз ця зачіска не використовується, але у казахів зустрічаються імена Айдар.

## Примітка
1. ↑  Этимологический словарь Фасмера : Результат запроса. starling.rinet.ru. Архів оригіналу за 19 жовтня 2016. Процитовано 24 лютого 2021.
2. ↑  Айдар // Энциклопедический лексикон: В 17 т. — СПб.: Тип. А. Плюшара, 1835—1841.
3. ↑  С. В. Суслова. Костюм золотоордынского ремёсленника XIV века (опыт археолого-этнографической реконструкции).